# برادر بزرگ (فیلم ۲۰۰۷)
«برادر بزرگ» (انگلیسی: Big Brother) یک فیلم است که در سال ۲۰۰۷ منتشر شد. از بازیگران آن می‌توان به سانی دیول، پریانکا چوپرا، و فریدا جلال اشاره کرد.